# レスポンソリウム
レスポンソリウム (羅 responsorium) は、独唱者と合唱が交互に歌うキリスト教の聖歌の形式。和訳では一般に「応唱」。

## 概要
独唱者（先唱者 カントル cantor）と合唱からなり、独唱者に呼応する形で合唱が歌うことにその名は由来する。類似の曲種としてアンティフォナがある。
元々アンブロジウス聖歌に特有の歌い方であったが、グレゴリオ聖歌に取り込まれた。
アンティフォナ同様歌詞は聖書の特に詩篇から多く採られている。先唱者が聖書の一節を歌い、その後に続く節を合唱が答えるという形は、レクティオ（朗読）の最後に行われる朗読者による先唱句と会衆による応答句の終了形が聖歌に拡大したものとも考えられる。したがって、レスポンソリウムは必ずレクティオに続いて歌われる。
ミサ曲のグラドゥアーレ（昇階唱）やアレルヤ唱などもこの形である。
また、元来アンティフォナであったものが、後にレスポンソリウムに変化したものもいくつか認められている。